# 2019년 조선민주주의인민공화국 미사일 발사
조선민주주의인민공화국은 2019년 5월부터 11월까지 수차례 미사일들을 발사하였다.

## 배경
제2차 북미정상회담이 수포로 돌아가면서, 북한은 비난의 화살을 남한과 미국에게 돌리며, 기존에 중단하였던 미사일 발사 실험을 재시작하였다. 이는 2019년 5월부터 2019년 11월까지 줄기차게 이뤄졌으며, KN-23, 초대형 방사포, 화성-11나형가 사용되었다.

## 같이 보기
- KN-23
- 초대형 방사포
- 화성-11나형
- 남북 관계